# Olivier Marc
Olivier Marc (Orléans, 17 octobre 1884 – Quevillon, 23 mars 1968) est un cavalier et officier français.

## Biographie

### Formation de cavalier et de militaire
Né à Orléans, Olivier Marie Alphonse Marc grandit dans une famille de militaires. Son père, Albert Marc (1846-1916), est lieutenant-colonel d'infanterie, sa mère est la fille du général belge Narcisse Ablay et son frère, Henri Marc (1880-1972), polytechnicien, sera colonel d'artillerie coloniale. Il est le petit-neveu d'Amédée Marc et des généraux Omer et Jules Ablay.
Il intègre l'École spéciale militaire de Saint-Cyr en 1905 (promotion « La Dernière du Vieux Bahut »), dont il sort sous-lieutenant au 4e régiment de hussards en 1907, puis l'École de cavalerie de Saumur cette même année. Cavalier expérimenté, il sort classé avec la mention « Bien », est incorporé au 1er régiment de chasseurs à cheval et est promu lieutenant en 1909. Pratiquant les sports hippiques, il monte régulièrement avec succès en courses.

### Aviateur durant la Première Guerre mondiale
Il se porte volontaire dès le mois d'août 1914 pour passer observateur d'aviation au sein de la 3e Armée, dans le secteur de Verdun. Il rejoint alors l'École de pilotage de Chartres et obtient son brevet de pilote le 13 avril 1915 (brevet de pilote militaire no 801). 
Commandant une escadrille divisionnaire du 3 août 1915 au 15 mars 1918, adjoint à un commandant d'un groupe de bombardement, il est promu au grade de capitaine en octobre 1915 et appuie la liaison avec les unités d'infanterie au cours des attaques de la Somme. 
Il obtient six citations (une à l'ordre de l'armée, deux au corps d'armée et trois de la division) entre 1915 et 1917 et est décoré de la croix de guerre et la Légion d'honneur en 1918. 
En 1919, il passe comme adjoint technique au Service des réparations de l'aviation de Saint-Cyr.

### La pacification du Maroc
Retourné dans la Cavalerie en 1920, comme adjoint au colonel chef de corps du 3e régiment de dragons à Sarrebruck (Allemagne), il est nommé commandant du 8e escadron du 22e régiment de spahis marocains (appellation transitoire du 2e RSM) en 1922, qui se dédouble en 1924 avec le 3e régiment de spahis marocains. Il participe à la bataille de l'Ouergha, à la suite de laquelle il obtient une septième citation (à l'ordre de la région) et, avec l'appui du maréchal Lyautey, sa promotion au grade de chef d’escadrons en 1925. 
Nommé aux fonctions de major au 3e régiment de dragons à Sarrebruck l'année suivant, il évite celles-ci réprouvant les fonctions administratives, mais prend les mêmes fonctions au 22e RSM. En 1928, il est nommé commandant du 1er groupe d'escadrons du régiment, épouse l'année suivante Yvonne Mery de Bellegarde (nièce de Charles Aubourg de Boury) et prend part aux opérations de police dans le Tadla.
En 1931, Marc est promu lieutenant-colonel et, en 1932, reçu officier de la Légion d'honneur. Il est chef de corps du 2e RSM pour une durée de huit mois en 1933, se distingue à sa tête durant la campagne de pacification de l'Anti-Atlas, durant laquelle il se fait remarquer par le général Édouard Dugué Mac Carthy, commandant la Cavalerie du Maroc, et obtient une nouvelle citation à l'ordre de l'armée.
Après son passage comme auditeur au Centre des hautes études militaires (CHEM) entre décembre 1934 et mai 1935, Olivier Marc est nommé commandant du 1er régiment de spahis algériens (1er RSA) au mois de novembre et promu colonel en mars 1936.

### La bataille de La Horgne

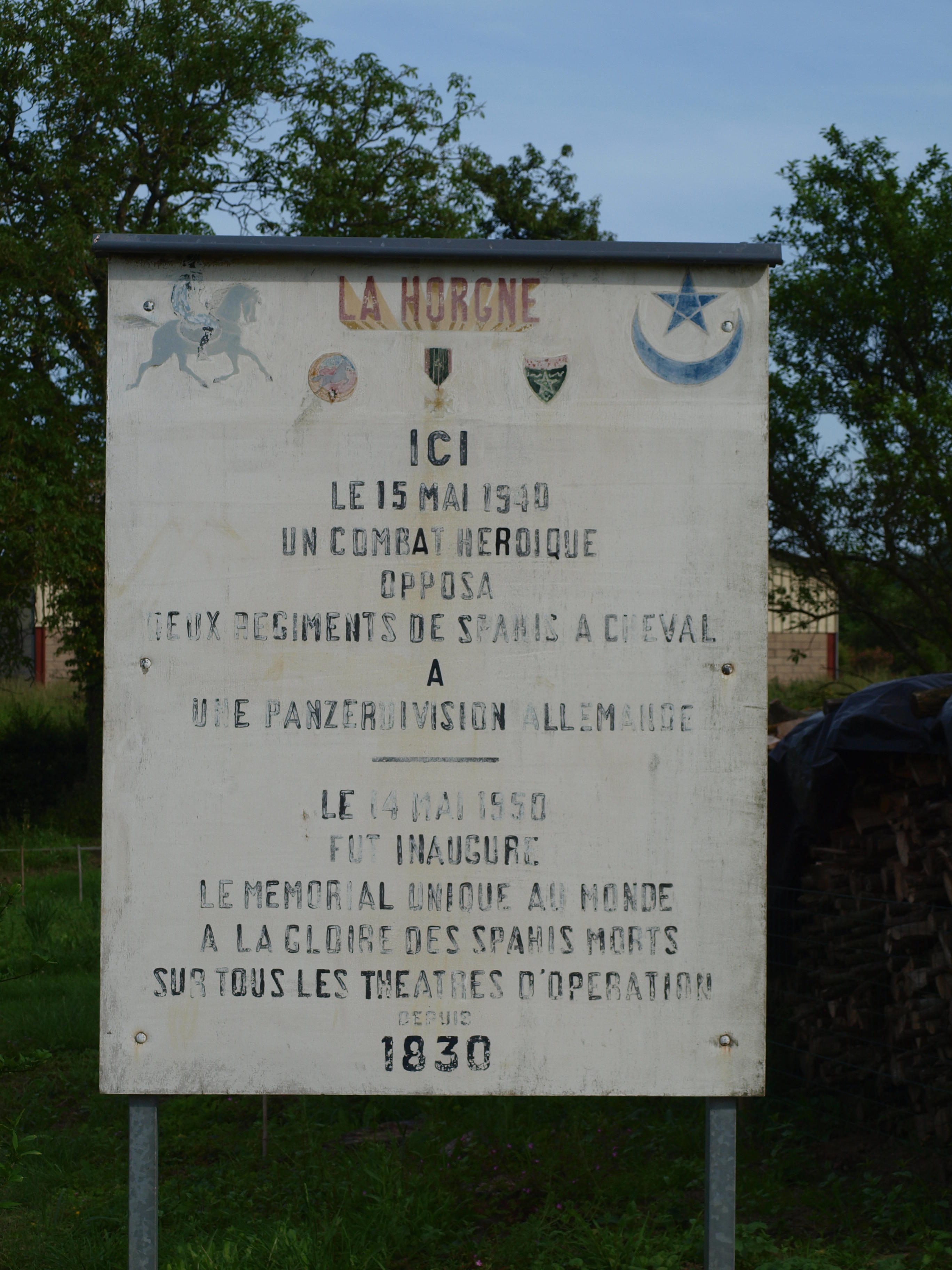
Plaque commémorative (La Horgne).

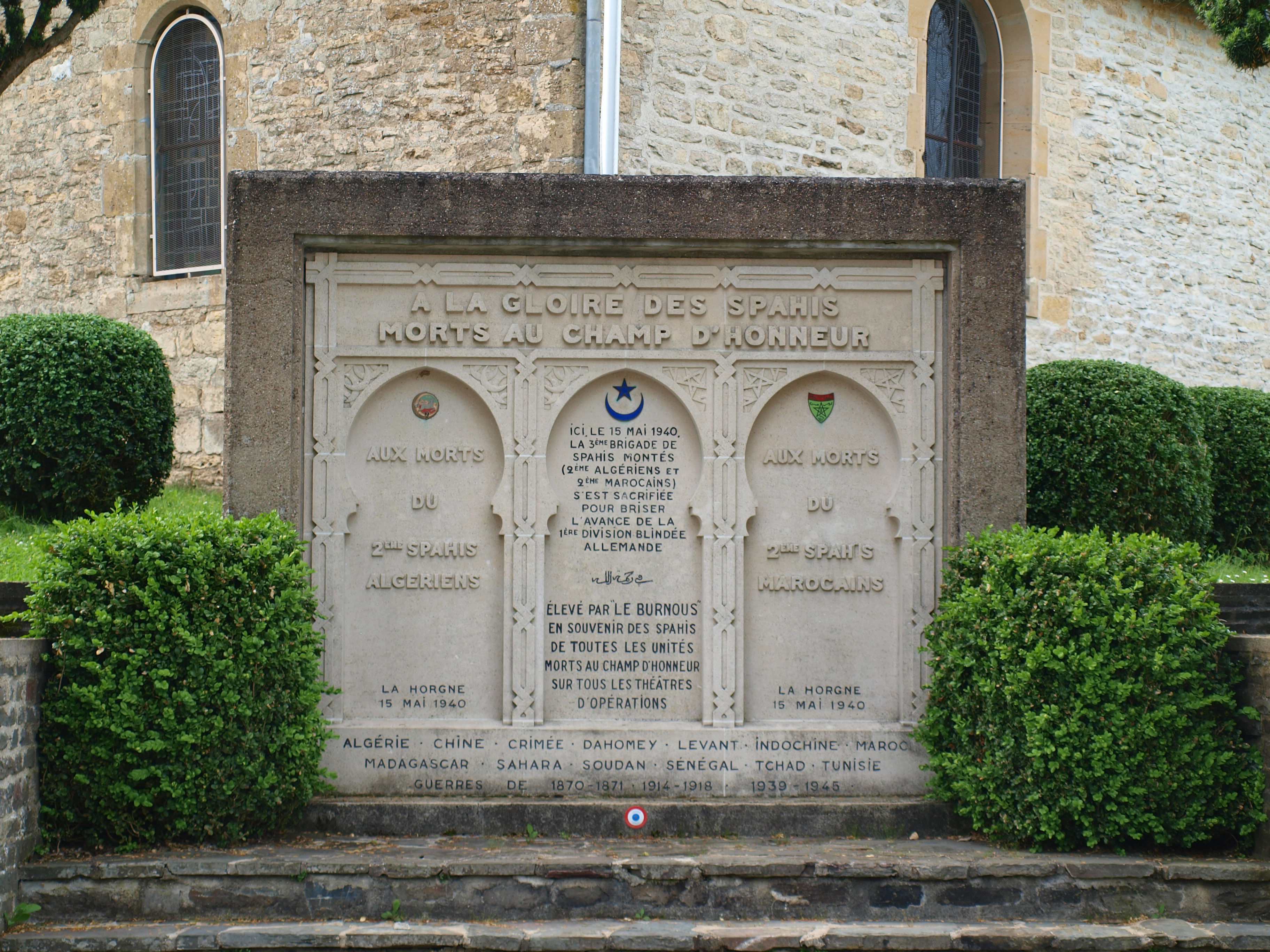
Monument aux spahis de toutes les guerres (La Horgne).

Avec le déclenchement de la Seconde Guerre mondiale, le colonel Marc prend le commandement de la 3e brigade de spahis (3e BS) le 15 mars 1940.  
Le 15 mai 1940, alors qu'il fait encore nuit, le colonel Olivier Marc met en place sa 3e brigade de spahis afin de barrer le passage aux troupes blindées allemandes à hauteur du petit village ardennais de La Horgne, à une vingtaine de kilomètres à l'ouest de Sedan, sur l'axe qui passe par Reims et mène directement à Paris. Durant 10 heures de combats, avec ses Spahis, il réussit à retenir la progression des troupes blindés de la 1re Panzerdivision du colonel Walter Krüger.
Au cours des combats, les chefs de corps, les colonels Emmanuel Burnol (2e RSA) et Émile Geoffroy (2e RSM) perdront la vie. Quant à lui, gravement blessé, le colonel Marc est capturé par les Allemands et est envoyé comme prisonnier de guerre à l'Oflag IV-C (en), en la forteresse de Colditz (Saxe). Retrouvant la liberté à la fin de l'année 1941, après dix-huit mois de captivité, il est démobilisé, rayé des contrôles de l'active puis de la réserve, et s'installe à Nice.
Après la fin de la guerre, le 11 juin 1947, il reçoit la Croix de guerre 1939-1945 et le ministre de la Guerre Paul Coste-Floret le cite à l'ordre du corps d'armée : « Commandant la 3e Brigade de Spahis, a, le 15 mai 1940, à La Horgne, arrêté pendant huit heures la poussée des troupes ennemies, se sacrifiant pour fermer la brèche ouverte, dans un combat meurtrier où les deux chefs de corps sont tombés glorieusement ».
Louis Aragon lui rendra également hommage dans ses écrits sur la bataille de La Horgne.
Le 2 mars 1959, il est promu commandeur de la Légion d'honneur.
Retiré dans sa propriété normande des Lions à Saint-Pierre-de-Manneville (Seine-Maritime), il meurt le 23 mars 1968 à Quevillon et est inhumé au cimetière de Saint-Pierre-de-Manneville.

## Décorations

### Décorations françaises
- Commandeur de la Légion d'honneur
- Croix de guerre 1914–1918  avec 1 palme, 2 étoiles de vermeil, 3 étoiles d’argent (6 citations)
- Croix de guerre 1939–1945 avec étoile de vermeil (1 citation à l'ordre du corps d'armée le 11 juin 1947)
- Croix de guerre des Théâtres d'opérations extérieurs avec étoile (14 juin 1925) et palme (8 août 1934) (2 citations).